# 鄒壽祺
鄒壽祺（?—?），浙江省杭州府海寧州人，清朝政治人物、同進士出身。
光緒二十四戊戌科會試中式第78名貢士，二十九年（1903年），参加光緒癸卯科殿試，登進士三甲第63名。同年閏五月，著交吏部掣签分发各省，以知县即用。